# Susanna Hoffs
Susanna Lee Hoffs (Los Angeles, Kalifornia, 1959. január 17.– ) amerikai énekesnő, gitáros és színésznő. Leginkább a The Bangles nevű, csak lányokból álló rockbanda alapítójaként ismert.

## Élete
Los Angelesben született zsidó családban, szülei Tamar Ruth Simon és Joshua Allen Hoffs voltak. Anyja sokat játszott a kislányának Beatles-dalokat, melyek hatására már fiatalon a zene iránt fordult az érdeklődése és gitározni kezdett. 1978-ban kapta első filmszerepét a Stony Island című filmben, melynek egyik írója az anyja volt. 1980-ban művészeti diplomát szerzett a Berkeley-i egyetemen.
Diákéveiben nagy rajongója lett több klasszikus rockegyüttesnek, melyek hatására elhatározta, hogy addigi terveit feladva nem táncos, hanem zenész akar lenni. Nem sokkal később összeállt Vicki Petersonnal és testvérével, Debbi Petersonnal, akikkel megalapították a későbbi The Bangles együttest.

## A Bangles-korszak
A Bangles első EP lemezét 1982-ben adta ki a Faulty Products kiadó, majd az első stúdióalbum megjelentetésére két évvel később került sor All Over the Place címmel, a Columbia Records kiadásában. Már ekkoriban arattak mérsékelt sikereket, elsősorban a kislemezen is kiadott Hero Takes a Fall című számuknak köszönhetően, de az igazi áttörést a következő, Different Light című, 1986-ban kiadott lemez hozta meg, amelyen három olyan szám is szerepelt, amelyek önmagukban is komoly sikereket értek el: a Manic Monday, az If She Knew What She Wants és a Walk Like an Egyptian. Susanna ugyanebben az évben közreműködött Belinda Carlisle egyik számának – a Belinda című albumban megjelent I Need a Disguise című dal – megalkotásában is, mint társszerző.
A Bangles a harmadik albumát 1988-ban adta ki, Everything címmel, rajta az együttes mindmáig legnagyobb sikerszámával, az Eternal Flame-mel, melynek egyik szerzője és szólóénekese is ő volt. A sikerek ellenére a Bangles tagjai között egyre több lett a feszültség és a nézetkülönbség, ami 1989-re meghozta a zenekar szétválását. Csaknem tíz évvel később, az 1990-es évek vége felé újból összeálltak, először csak egy dal, az Austin Powers-sorozat egyik részéhez készülő Get the Girl elkészítéséhez, majd a folytatásban még két újabb nagylemezt is kiadtak (Doll Revolution (2003), Sweetheart of the Sun (2011)).

## Szólistaként

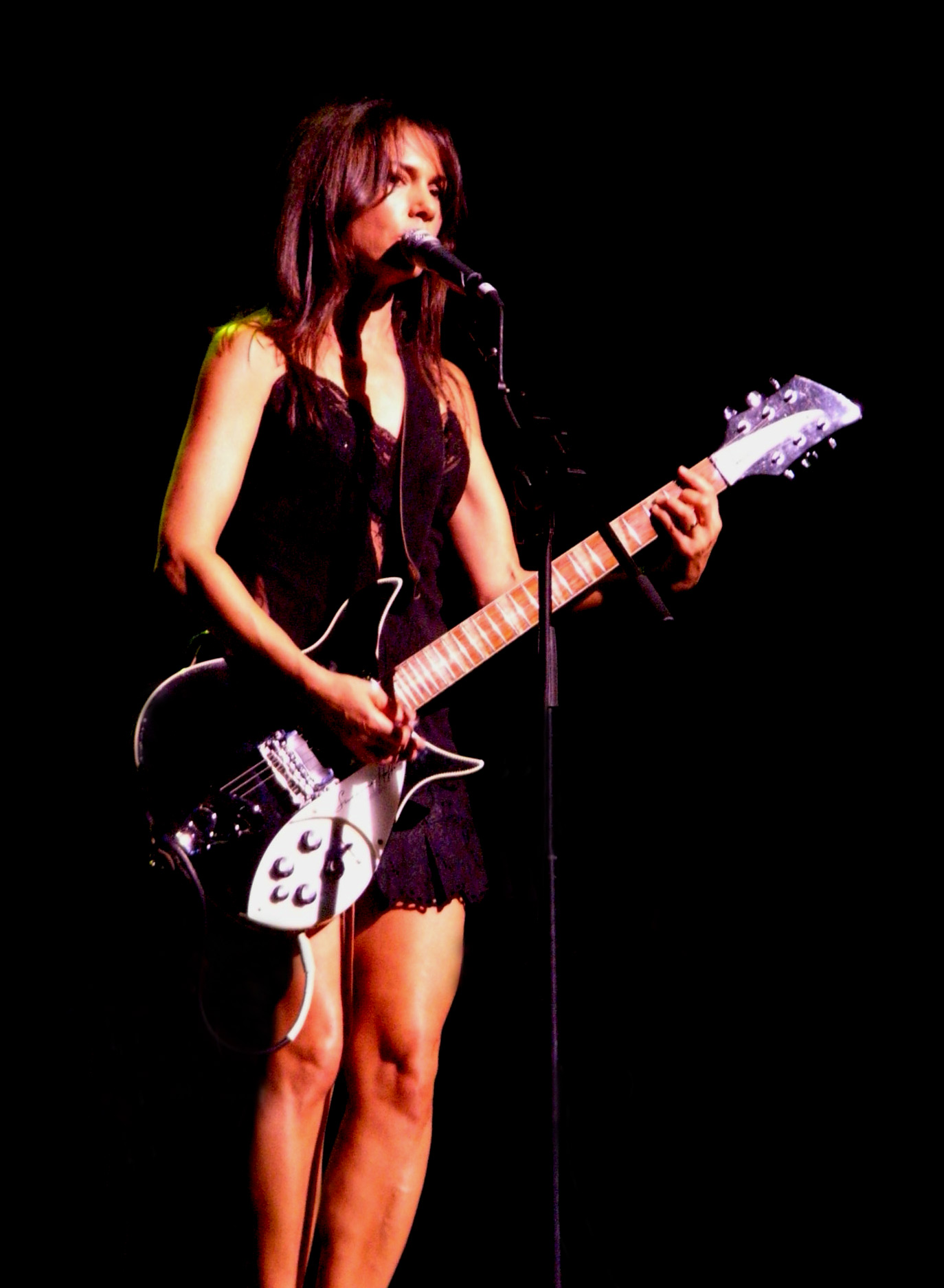
Egy 2010 őszi Sydney-i koncerten

Első szólóalbumát 1991-ben jelentette meg, When You're a Boy, majd 1993-94 folyamán felvette egy új album dalait, ám ez a lemez kiadatlan maradt. A második album kiadására végül 1996-ban kerülhetett sor, ennek a címe Susanna Hoffs lett; fogadtatása az elsőnél valamivel kedvezőbb volt, de kereskedelmileg egyik sem volt túl nagy sikerű. A folytatásban hosszú ideig nem adott ki újabb lemezt, de több filmhez írt és vett fel dalokat, mint például az Alfie című dalt az Austin Powers – Aranyszerszám, vagy a We Close Our Eyes számot a Buffy, a vámpírok réme című filmhez.
Harmadik szólóalbumát hosszú szünet után saját maga adta ki, Someday címmel, 2012 júliusában, ennek dalaiban az 1960-as évek zenéjének hatása érezhető; a dalt az American Songwriter Hoffs talán legkarakteresebb dalaként értékelte.

## Magánélete
1993-ban kötött házasságot Jay Roach amerikai filmrendezővel és producerrel, akinek neve leginkább az Austin Powers-sorozat, valamint a Vejedre ütök és az Apádra ütök című filmek alkotójaként ismert, és aki az esküvő után felvette a zsidó vallást.; két fiuk született. Vegetáriánus életmódot folytat.

## Diszkográfia

### Albumok
| Év               | Cím                      | US Chart | Jegyzetek        |
| ---------------- | ------------------------ | -------- | ---------------- |
| Solo             |                          |          |                  |
| 1991             | When You're a Boy        | 83       |                  |
| 1996             | Susanna Hoffs            | -        |                  |
| 2012             | Someday                  | -        |                  |
| 2012             | Some Summer Days (EP)    | -        |                  |
| 2012             | From Me To You (EP)      | -        |                  |
| With The Bangles |                          |          |                  |
| 1982             | The Bangles              | -        |                  |
| 1984             | All Over the Place       | 80       |                  |
| 1986             | Different Light          | 2        |                  |
| 1988             | Everything               | 15       |                  |
| 1990             | Greatest Hits            | 97       |                  |
| 2003             | Doll Revolution          | -        |                  |
| 2011             | Sweetheart of the Sun    | 148      |                  |
| Közreműködések   |                          |          |                  |
| 2006             | Under the Covers, Vol. 1 | 192      | Matthew Sweettel |
| 2009             | Under the Covers, Vol. 2 | 106      | Matthew Sweettel |
| 2012             | Under the Covers, Vol. 3 |          | Matthew Sweettel |

### Kislemezek
| Év                                                                    | Cím                               | Chart | Chart | Jegyzetek                                                   |
| Év                                                                    | Cím                               | US    | UK    | Jegyzetek                                                   |
| --------------------------------------------------------------------- | --------------------------------- | ----- | ----- | ----------------------------------------------------------- |
| Solo releases                                                         |                                   |       |       |                                                             |
| 1991                                                                  | "My Side of the Bed"              | 30    | 44    |                                                             |
| 1991                                                                  | "Unconditional Love"              | -     | 65    |                                                             |
| 1991                                                                  | "Only Love"/"You Were On My Mind" | -     | -     |                                                             |
| 1996                                                                  | "All I Want"                      | 77    | 33    |                                                             |
| With The Bangles Only charting singles are listed                     |                                   |       |       |                                                             |
| 1985                                                                  | "Hero Takes A Fall"               | -     | 96    |                                                             |
| 1985                                                                  | "Going Down To Liverpool"         | -     | 79    |                                                             |
| 1986                                                                  | "Manic Monday"                    | 2     | 2     |                                                             |
| 1986                                                                  | "If She Knew What She Wants"      | 29    | 31    |                                                             |
| 1986                                                                  | "Going Down To Liverpool"         | -     | 56    | UK only re-release                                          |
| 1986                                                                  | "Walk Like an Egyptian"           | 1     | 3     |                                                             |
| 1987                                                                  | "Walking Down Your Street"        | 11    | 16    |                                                             |
| 1987                                                                  | "Following"                       | -     | 55    |                                                             |
| 1987                                                                  | "Hazy Shade Of Winter"            | 2     | 11    | From the Less Than Zero Motion Picture Soundtrack           |
| 1988                                                                  | "In Your Room"                    | 5     | 35    |                                                             |
| 1989                                                                  | "Eternal Flame"                   | 1     | 1     |                                                             |
| 1989                                                                  | "Be With You"                     | 30    | 23    |                                                             |
| 1989                                                                  | "I'll Set You Free"               | -     | 74    | UK only release                                             |
| 1990                                                                  | "Walk Like an Egyptian (Remix)"   | -     | 73    |                                                             |
| 2003                                                                  | "Something That You Said"         | -     | 38    |                                                             |
| 2003                                                                  | "I Will Take Care Of You"         | -     | 84    |                                                             |
| With Ming Tea                                                         |                                   |       |       |                                                             |
| 1997                                                                  | "BBC"                             | -     | -     | From Austin Powers: International Man of Mystery Soundtrack |
| 2002                                                                  | "Daddy Wasn't There"              | -     | -     | From Austin Powers in Goldmember Soundtrack                 |
| All chart data refers to the Billboard Hot 100 unless noted otherwise |                                   |       |       |                                                             |

## Filmográfia
| Év   | Cím                                         |
| ---- | ------------------------------------------- |
| 1978 | Stony Island                                |
| 1982 | The Haircut                                 |
| 1987 | The Allnighter                              |
| 1990 | The Bangles — Greatest Hits: Videos         |
| 1997 | Austin Powers: International Man of Mystery |
| 1999 | KicsiKÉM – Austin Powers 2.                 |
| 2002 | Austin Powers – Aranyszerszám               |
| 2003 | Doll Revolution – Bonus DVD                 |
| 2003 | Red Roses and Petrol (csak filmzene)        |
| 2012 | Comedy Bang! Bang! – TV epizód              |

## Fordítás
Ez a szócikk részben vagy egészben  a   Susanna Hoffs című angol Wikipédia-szócikk fordításán alapul.  Az eredeti cikk szerkesztőit annak laptörténete sorolja fel. Ez a jelzés csupán a megfogalmazás eredetét és a szerzői jogokat jelzi, nem szolgál a cikkben szereplő információk forrásmegjelöléseként.